# Gypona opaca
Gypona opaca är en insektsart som beskrevs av Metcalf 1949. Gypona opaca ingår i släktet Gypona och familjen dvärgstritar. Inga underarter finns listade i Catalogue of Life.